# آهوماش شورروی
آهوماش شورروی (نام علمی: Lotus krylovii) نام یک گونه از سرده آهوماش است. سرده آهوماش در ایران ده گونه گیاه علفی یکساله و چند ساله دارد.